# Rövarbro skans
Rövarbro skans är ett naturreservat i Karlskoga kommun i Örebro län, något öster om Villingsberg.
Området är naturskyddat sedan 1943 och är 3 hektar stort. Reservatet omfattar en höjd vid sjön Lilla Noren där det finns en fornborg, skyddad enligt kulturmiljölagen. Reservatet består av barrskog.
Enligt Carl Gustaf Nordin var fornborgen ett tillhåll för rövare innan Karlskoga befolkades. Fornborgen förekommer också i en sägen om en vallpiga, som berättar om att flickan lämnat spår efter sig för att någon skulle följa dem och gripa rövarna.